# Tapebicuá
Tapebicuá is een plaats in het Argentijnse bestuurlijke gebied Paso de los Libres in de provincie Corrientes. De plaats telt 698 inwoners.